# Mediahuis
Mediahuis est une société de médias belge active en Belgique, aux Pays-Bas, en Irlande et au Luxembourg. En 2017, toutes les marques de journaux appartenant à  Mediahuis ont vendu ensemble en moyenne 1,4 million d'exemplaires par jour.

## Activités
Mediahuis est l'éditeur des journaux flamands De Standaard, Het Nieuwsblad, Gazet van Antwerpen, De Gentenaar (nl), Het Belang van Limburg et Metro, ainsi que des journaux néerlandais De Limburger, NRC Handelsblad, De Telegraaf, Metro et aussi des journaux de Holland Media Combinatie. En plus de ces titres, la société exploite également des plateformes de petites annonces telles que Zimmo, Vroom, Jobat, LimburgVac, Jaap, Speurders, Autovisie et d'autres, et possède les stations de radio Nostalgie et NRJ Belgium (en coentreprise avec SBS Belgium).
Mediahuis détenait une part de marché de 39,1 % sur le marché néerlandais des quotidiens en 2017 avec les publications suivantes : De Telegraaf, Metro, les quotidiens de Holland Media Combinatie (y compris Noordhollands Dagblad, De Gooi- en Eemlander ), NRC Handelsblad, les quotidiens de Mediahuis Limburg (y compris De Limburger) et nrc.next.
Mediahuis a son siège à Anvers, où les rédacteurs en chef de Het Nieuwsblad et Gazet van Antwerpen se réunissent. La rédaction de De Standaard opère à Bruxelles et celle de Het Belang van Limburg à Hasselt.
Le groupe est présent au Luxembourg via sa filiale Mediahuis Luxembourg rachetée en 2020.

## Histoire
La société de médias a été fondée en 2013 à l'initiative des groupes Concentra (nl) et Corelio. L'intention de créer une coentreprise autour de leurs activités d'édition papier et numérique a été annoncée le 27 juin 2013. Corelio a pris 62 % des actions, Concentra les 38 % restants.
Le 1er août 2013, les plans ont été notifiés à l'Autorité belge de concurrence. Cette agence gouvernementale a donné son autorisation le 25 octobre 2013, afin que la coopération puisse commencer le 1er novembre 2013. Ainsi ce sont 1121 employés, dont 624 de Corelio et 497 de Concentra, qui ont commencé à travailler chez Mediahuis. Quelques mois plus tard, cependant, il a déjà été annoncé que 200 personnes allaient être licenciées.

### Acquisitions aux Pays-bas
En février 2015, il est annoncé que Mediahuis est devenu le nouveau propriétaire de NRC Media. Le prix d'achat se situe entre 90 et 95 millions d'euros, dont Mediahuis paie environ un tiers, un tiers est emprunté à ABN AMRO et à la Stichting Democratie en Media'' (SDM)  et la société d'investissement de l'Association Veronica contribue également.
En décembre 2016, Mediahuis et VP Exploitatie, la société d'investissement de la famille Van Puijenbroek, avec 41,3 % d'actionnariat dans le Telegraaf Media Groep (TMG), ont fait une offre pour posséder toutes les actions TMG. Ils ont proposé 5,25 euros par action, soit 250 millions d'euros au total. Mi-février 2017, Mediahuis et VP Exploitatie ont porté l'offre à 5,90 euros par action. Le 22 juin 2017, Mediahuis est devenu l'actionnaire majoritaire de TMG. Au cours des mois suivants, le groupe a encore augmenté sa participation et, au début de 2018, il détenait 99,5 % des actions et la cotation en bourse de TMG a été clôturée. Cette reprise a fait de Mediahuis l'un des plus grands groupes de presse du Benelux. Au deuxième semestre de 2017, Mediahuis a vendu les participations de TMG à Keesing Mediagroep et Talpa Radio , car celles-ci n'étaient pas incluses dans les activités principales. Keesing Mediagroep faisait partie d'un partenariat dans lequel TMG détient toujours une participation de 30 %.

### Extension en Belgique
Le 26 avril 2017, Mediahuis a reçu l'approbation de l'Autorité belge de la concurrence pour inclure dans le groupe un certain nombre d'activités qui faisaient auparavant partie de Concentra ou de Corelio. Plus précisément, il s'agissait de Media Groep Limburg, du groupe de porte-à-porte Rondom, de chaînes de télévision régionales, de la station de radio flamande Nostalgie et du journal Metro (Belgique), De Vijver Media (la société holding au-dessus de la société de médias SBS Belgium et maison de production Woestijnvis), la station de radio wallonne Nostalgie (Sud) et Flanders Classics.
À la suite des différentes acquisitions, le chiffre d'affaires a doublé en 2017 à 616 millions d'euros. Le nombre d'employés a dépassé 3 200 et les ventes totales sont de 1,4 million de journaux par jour. Le bénéfice net s'élève à 14,8 millions d'euros. Les ventes ont fortement augmenté en 2018 et les bénéfices ont doublé. La majeure partie de la croissance provient des Pays-Bas, en partie grâce à TMG, qui a contribué aux résultats pour la première année complète. Les résultats en Belgique étaient sous pression : les bénéfices issus de la synergie ont été épuisés, les ventes publicitaires étaient décevantes, tandis que les frais de papier et de personnel ont augmenté fortement.
À l'automne 2018, Mediahuis et SBS Belgium ont lancé conjointement une nouvelle station de radio urbaine en Flandre sous le nom de NRJ Belgium. La chaîne est une coentreprise, dans laquelle chaque partenaire détient 50 % de NRJ Belgium.
En 2018, Telenet a acheté les actions des deux autres actionnaires de De Vijver Media. Mediahuis détenait jusque-là 25 % du capital de la société. En 2018, Mediahuis a de nouveau repris l'éditeur Thema media NV. Thème Media est un éditeur de magazines gratuits.

### Acquisition d'Independent News et Media
Fin avril 2019, Mediahuis a fait une offre publique d'achat sur le groupe de médias irlandais Independent News & Media (INM). INM possède l'Irish Independent, le plus grand quotidien d'Irlande, ainsi que les deux plus grands journaux du dimanche : Sunday Independent et Sunday World , deux tabloïds nationaux et 12 hebdomadaires régionaux. La maison d'édition a réalisé un chiffre d'affaires de 191 millions d'euros en 2018. Mediahuis a fait une offre de 146 millions d'euros. L'acquisition a été finalisée par la Cour suprême irlandaise le 30 juillet 2019, à la suite d'approbations antérieures de la Irish Competition Authority, des actionnaires d'INM et du ministère irlandais des Communications,,.

### Acquisition de Saint-Paul Luxembourg
En mai 2020, Mediahuis rachète le principal éditeur de presse du grand-duché, Saint-Paul Luxembourg. Un an après son rachat, le groupe devient officiellement Mediahuis Luxembourg en juillet 2021.

### Acquisition d'Euractiv
En mai 2023, Mediahuis rachète Euractiv. Avec cette acquisition, Mediahuis devient une marque paneuropéenne,.